# دیگو تاردلی
دیگو تاردلی مارچینس (پرتغالی: Diego Tardelli Martins؛ زادهٔ ۱۰ مهٔ ۱۹۸۵) که به صورت ساده با نام دیگو تاردلی شناخته می‌شود، بازیکن فوتبال در پست بازیکن فوتبال در پست مهاجم اهل برزیل است.

## باشگاهی
از باشگاه‌هایی که در آن بازی کرده‌است می‌توان به سائوپائولو، رئال بتیس، پی‌اس‌وی، فلامینگو، اتلتیکو مینیرو، شاندونگ لیونگ و گرمیو اشاره کرد.

## تیم ملی
این بازیکن همچنین از سال، ۲۰۰۹، ۱۴ بار برای، تیم ملی فوتبال برزیل به میدان رفته‌است و طی این مدت ۳ گل به ثمر رسانده‌است.